# Ignaz Kiechle
Ignaz Kiechle (ur. 23 lutego 1930 w Kempten (Allgäu), zm. 2 grudnia 2003 tamże) – niemiecki polityk i rolnik, działacz Unii Chrześcijańsko-Społecznej (CSU), deputowany do Bundestagu, w latach 1983–1993 minister rolnictwa.

## Życiorys
W 1952 ukończył szkołę rolniczą. Pracował w rodzinnym gospodarstwie rolnym, a od 1960 również jako nauczyciel przedmiotów rolniczych.
W 1953 wstąpił do CSU, był przewodniczącym partii w powiecie Oberallgäu i członkiem zarządu krajowego tego ugrupowania. Od 1966 do 1972 był radnym gminnym i powiatowym.
W latach 1969–1994 sprawował mandat deputowanego do Bundestagu. Od 1982 do 1983 zajmował stanowisko wiceprzewodniczącego frakcji CDU/CSU w tej izbie. Od marca 1983 do stycznia 1993 pełnił funkcję ministra rolnictwa, polityki żywnościowej i leśnictwa.
W 1990 Frakcja Czerwonej Armii planowała dokonać zamachu na jego osobę, do czego jednak nie doszło.